# Миливоје Божовић
Миливоје Божовић (Никшић, 15. децембар 1985) је српски кошаркаш. Игра на позицији крилног центра.

## Каријера
Божовић је кошарку почео да тренира са 13 година у КК Партизан – Реба. Потом је носио дрес Касте, Лавова 063, ОКК Београда и Мега Исхране. Партије које је пружао у београдском прволигашу препоручиле су га Хемофарму, у који је прешао пред почетак сезоне 2007/08. За Вршачки клуб наступао је наредне четири сезоне.
Сезону 2011/12. је почео у Будућности из Подгорице, али их напушта већ у новембру 2011. након слабих партија. Наредног месеца прелази у италијанског друголигаша Сант Антимо где се задржава неколико месеци. Касније је играо у Кошаркашкој лиги Србије за Борац Чачак и Војводину Србијагас да би од 2014. до 2016. наступао за румунску Крајову.